# Wollmar Yxkullsgatan

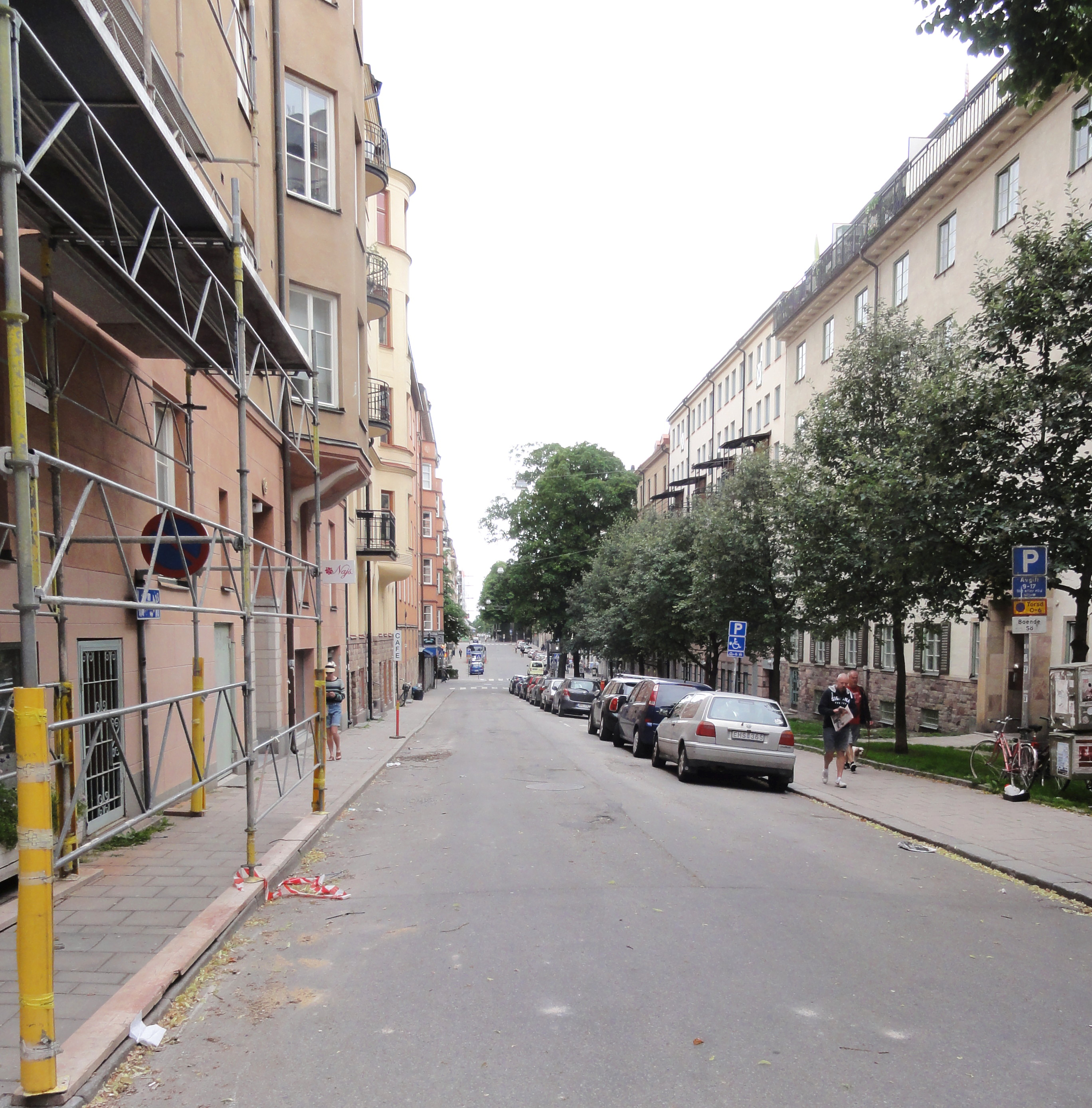
Wollmar Yxkullsgatans vy västerut.

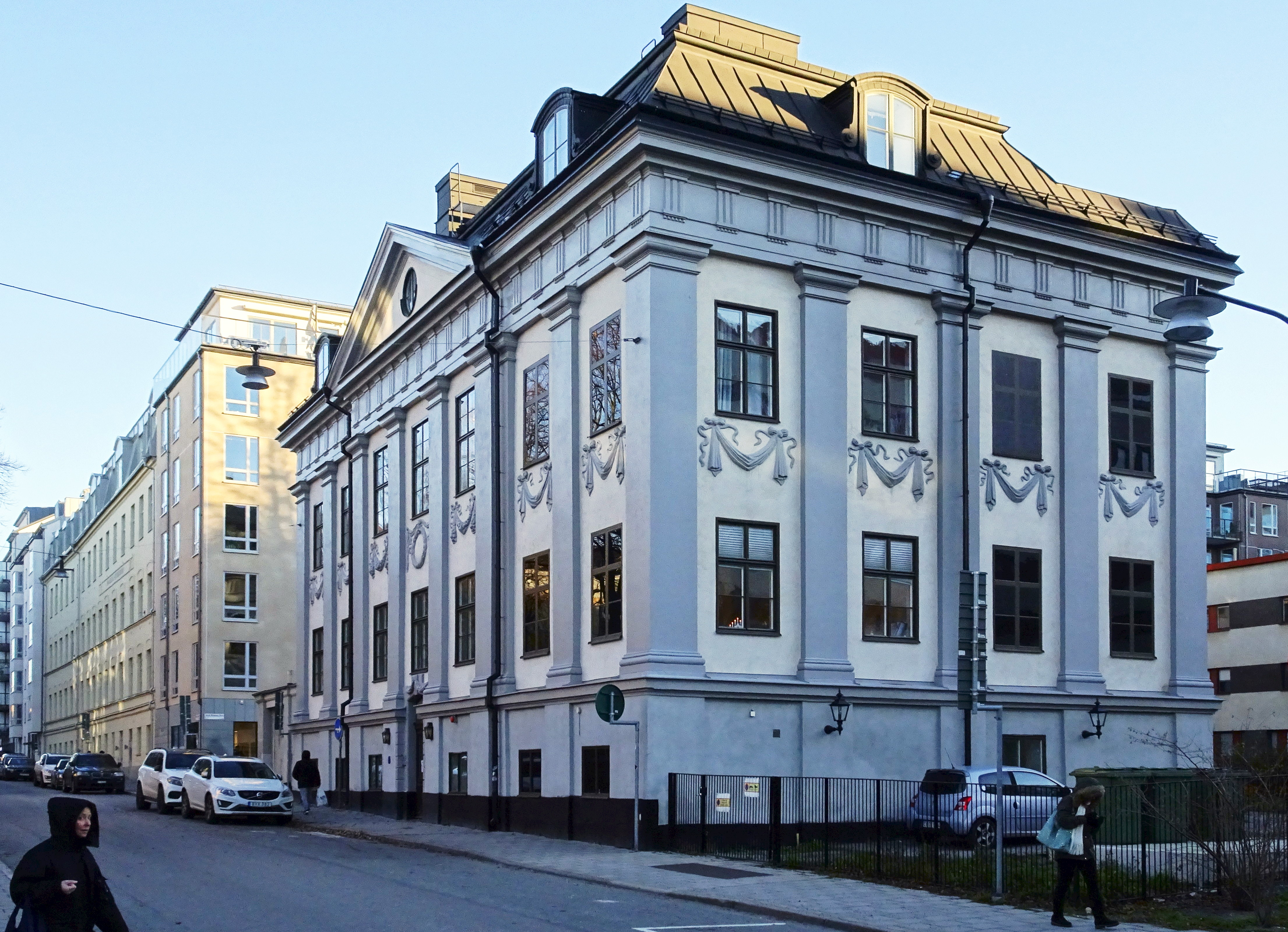
Reenstiernska palatset, Wollmar Yxkullsgatan, 23.

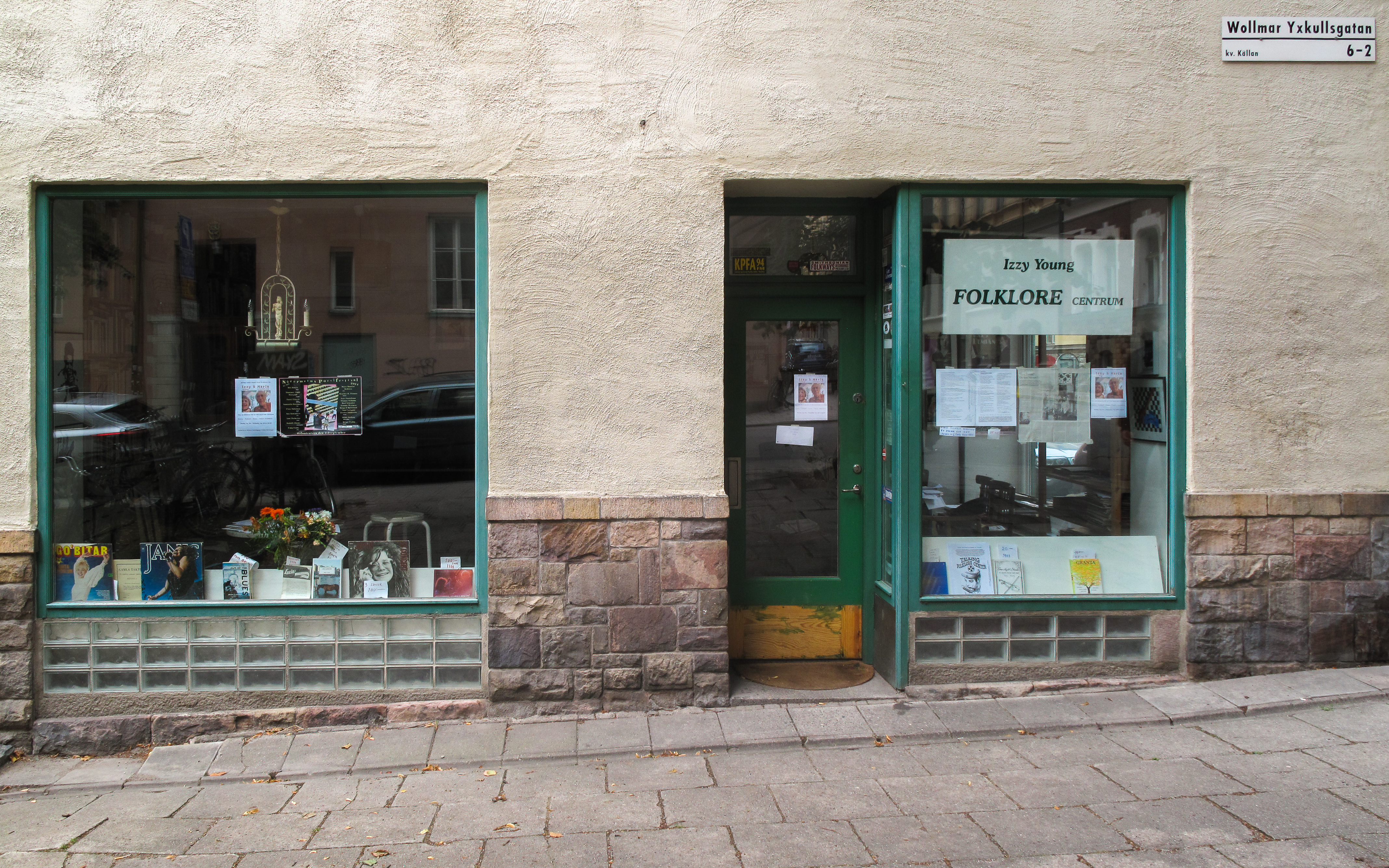
Izzy Young Folklore Centrum.

Wollmar Yxkullsgatan är en gata på Södermalm i Stockholm som sträcker sig från Björngårdsgatan i öst till Zinkensdamms idrottsplats på Ringvägen i väst, en sträcka på omkring 800 meter.

## Historik
Gatan är uppkallad efter Karl IX:s hovmarskalk Wollmar Yxkull som dog 1627 och namnet är belagt sedan 1661. Wollmar Yxkull hade en malmgård där fastigheten Wollmar Yxkullsgatan 2 ligger. Tidigare namn på gatan är Långgatan, belagt 1644, Dalbogatan och Sankt Göransgatan 1647 samt Finnegatan 1654. År 1728 omnämndes den som "Wollmar Yxkullsgatan, tidigare Sankt Görans gata".
Wollmar Yxkullsgatan sträckte sig tidigare ända fram till Hornstulls strand i väster. Även efter att idrottsplatsen byggts 1935, så behölls namnet på andra sidan om den.  Här låg tidigare Stockholms stads arbetsinrättning och snickeriet Ligna. Drakenbergsområdet anlades i slutet av 1960-talet norr om arbetsinrättningen, som blev Drakensbergsparken. Namnet upphörde väster om Ringvägen på 1970-talet och sträckningen mot Hornstullstrand fick namnet Hornsviksstigen.

## Adresser
Izzy Youngs Folklore Centrum låg på Wollmar Yxkullsgatan 2 mellan 1986 och 2018. I hörnet Swedenborgsgatan har Mariatorgets tunnelbanestation på tunnelbanans röda linje en uppgång. Fabrikören Lars Montén bodde bland annat på Wollmar Yxkullsgatan 3 och hade flera fastigheter på den.
På Wollmar Yxkullsgatan 13 låg ett tvåvåningshus, mellan höghusen, som först var en mekanisk verkstad och sedan blev glasmästeri. Det kallades för glashuset och var dansteater innan Spegelteatern utökade sin verksamhet med en scen i huset år 1994. Det byggdes om till hotell och utökades med flera våningar i början av 2010-talet, med invigning 2016. Framsidan utgörs av en kopia av den gamla fasaden med en stor glasfasad ovanför. Under ombyggnaden borrade en av entreprenörerna för bergvärme när borren kom ner i tunnelbanan och träffade ett tåg. Hotellet har bevarat en del av borren som sticker upp ur golvet.
Ungkarls- och ungdomsbostadshotellet Maria Plaza, egentligen Maria Hotellhem, låg längs Timmermansgatan med kortsidorna mot Maria Prästgårdsgata respektive Wollmar Yxkullsgatan mellan 1966 och 2012. Det fanns inga ingångar mot Timmermansgatan och ena adressen var Wollmar Yxkullsgatan 17. Det var ett betonghus med nästan bara enrummare som ursprungligen var personalbostäder till Södersjukhuset. Det övertogs senare av Stiftelsen Hotellhem i Stockholm, och skulle fungera som ett kortare boende för ungdomar med kontrakt på max 4 år. Där bodde flera unga kulturarbetare i början av sina karriärer, vilket gjorde det lite mytomspunnet. Bland annat bodde flera av medlemmarna i Backyard Babies där i början av 1990-talet, Laleh spelade in sin första skiva i sin lägenhet, rapparen Adam Tensta startade sitt skivbolag och Andreas Mattsson, sångaren i Popsicle, har bott där. På 1990-talet behövde stiftelsen bostäder till boende på ett ungkarlshotell på Östgötagatan, vilket ledde till att bland ungdomslägenheterna bodde även äldre män med missbruksproblem. Rapparen Dubblaas låt I min port handlar om Wollmar Ykullsgatan 17 och visar att det inte var helt friktionsfritt. Byggnaden kallades även Plaza Maria, Sockerbiten, Yxan och Horhuset och köptes av Stockholms hem i slutet av 00-talet.
Popartisten Håkan Hellström har skrivit låten "Exile on Wollmar Yxkullsgatan" som gavs ut som B-sida på singeln "Kär i en ängel". Han bodde långa stunder i en lägenhet vid Mariatorget under arbetet med albumet För sent för edelweiss till vilken låten från början var tänkt.
Leif G.W. Perssons fiktive polisman Lars Martin Johansson är i böckerna bosatt i en fyra på Wollmar Yxkullsgatan den.
I Reenstiernska palatset på Wollmar Yxkullsgatan 25 grundades Maria sjukhus i mitten på 1800-talet. Det var från början inriktat mot barn och Södra barnbördshuset byggde lokaler på Wollmar Yxkullsgatan 27 och senare Maria ungdom. Mellan Wollmar Yxkullsgatan och Maria Prästgårdsgata vid sjukhusområdet invigdes Jakob Mommas gata år 2015 med bland annat bostäder i kvarteret Grimman där palatset ligger.  På andra sidan och bakom palatset ansluter Jakob Mommas park som invigdes året efter. Parken fick då odlingslådor som är öppna för allmänheten och hanteras av frivilligföreningen Mommas stadsodlare. Jakob Momma var en av två bröder från Holland som adlades Reenstierna av drottning Kristina.
I Lignaområdet, nuvarande Drakenbergsområdet, låg arbetsinrättningen Högalids vårdhem. Den hade då adress Wollmar Yxkullsgatan men gatan slutar sedan 1970-talet vid Ringvägen och Högalids vårdhem stängde 1971.